# Дорожный контроллер

## Дорожный контроллер
Дорожный контроллер — устройство для управления дорожным движением путём переключения сигналов светофоров и многопозиционных дорожных знаков, как на локальных пересечениях автомобильных дорог, так и входящих в систему координированного управления дорожным движением.

### Устройство и функции
Дорожный контроллер (ДК) — это электронное оборудование, которое имеет разные варианты размещения: в навесном металлическом шкафу монтируемом на опору, шкафу наземного размещения, монтируется внутри корпуса светофора. Дорожный контроллер устанавливается в инфраструктуре уличной дорожной сети (УДС) и выполняет включение сигналов светофоров. Управление переключением сигналов осуществляется по заложенным в память программам работы путем включения комбинаций сигналов. Программы состоят из фаз, а фазы — из конкретных наборов направлений. Также в современных контроллерах реализовано управление.
ДК может работать в следующих режимах:
- желтое мигание (ЖМ)
- кругом красный (КК)
- по программам сохраненным во внутренней памяти,
- по командам с выносного пульта управления
- в локальном адаптивном режиме используя в качестве управляющего воздействия детекторы транспортных потоков, кнопочные посты вызова пешеходной фазы, иные внешние локальные управляющие воздействия
- по командам удаленного управляющего центра ( режим координированного управления)

Некоторые из выполняемых контроллером функций:
- включение сигналов транспортных, пешеходных, реверсивных, портальных, маршрутно-транспортных светофоров
- контроль напряжения питающей сети
- контроль исправности всех подключенных сигнальных ламп или светодиодных светоблоков светофорного объекта
- электрический контроль целостности изоляции подключенной нагрузки
- прием сигналов спутниковых группировок ГНСС с целью синхронизации внутренних часов реального времени контроллера
- организации интерфейса для связи с системами АСУДД;

С помощью дорожных контроллеров увеличивается пропускная способность и повышается безопасность движения.

## История

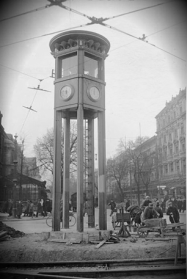
Башня с регулировщиком - прототип современного дорожного контроллера

Необходимость управления светофорными объектами возникла вскоре после их появления. История дорожного контроллера берёт своё начало с 20-х годов прошлого века.
В 1917 году в Солт Лейк Сити была сконструирована система, управляющая светофорами сразу на 6 перекрёстках. Роль дорожного контроллера выполнял регулировщик, сидящий в специальной башне.
В 1922 году в Хьюстоне, систему ручного контроля применили уже на 12 перекрёстках.

В 1928 году была разработана концепция автоматического управления светофорными объектами.

В период с 1928 по 1930 годы изобретатели разработали дорожный контроллер локального вида, аналог современного пешеходного вызывного табло.

В «1952 году в Денвере установили первый аналоговый дорожный контроллер, который позволил объединить несколько разрозненных перекрёстков в единую управляемую сеть и переключать заранее рассчитанные планы координации дорожного движения в зависимости от времени суток и дней недели. В дорожные контроллеры закладывались схемы последовательного переключения светофорных объектов. Впоследствии, эта схема организации дорожного движения получила название зелёная волна». Система оказалась настолько простой и эффективной, что используется и настоящее время.

Первая компьютерная система управления светофорными объектами появилась в 1963 году в Торонто.

В СССР работы по управлению светофорными объектами начались в 60-х годах.

Контроллеры первого поколения, разработанные в этот период, выпускались промышленностью примерно до 1980 года. Их общие отличительные особенности — большие габариты шкафа, выполнение на дискретных элементах, узкая специализация по алгоритмам управления, отсутствие возможности управления по отдельным направлениям перекрёстка, ограниченное число фаз регулирования (не более трёх).
Рост интенсивности движения и связанное с этим усложнение схем организации движения потребовали совершенствования технических средств управления.

Начиная с 1980 г. в эксплуатации появились контроллеры второго поколения, выпускаемые в рамках агрегатной системы средств управления дорожным движением (АСС УД).

Отличительной особенностью контроллеров второго поколения явилось их построение из унифицированных функциональных блоков (агрегатный принцип). Изменилась элементная база контроллеров — субблоки строились уже не на дискретных элементах, а на интегральных схемах. Значительно улучшилась технология управления: появилась возможность управлять движением по отдельным направлениям перекрёстка, увеличилось число фаз регулирования, в контроллерах появились устройства, обеспечивающие безопасность движения при выходе из строя ламп красного сигнала.

## Виды дорожных контроллеров
Дорожные контроллеры (ДК) бывают двух видов: локальные и системные.

#### Локальные дорожные контроллеры
Локальные дорожные контроллеры управляют светофорной сигнализацией только с учётом движения на одном перекрёстке, обмен информацией с другими контроллерами не предусмотрен.
Устройства данного класса подразделяются на следующие типы:
- ДК с вызывными устройствами, осуществляющие переключение светофорных сигналов по вызову пешеходами. Предназначены для управления дорожным движением на пешеходных переходах транспортных магистралей или перекрёстках с малой интенсивностью движения транспорта по направлению, пересекающему магистрали.
- ДК с фиксированной длительностью фаз, осуществляющие переключение светофорных сигналов по одной или нескольким заранее заданным временным программам, и предназначенные для управления дорожным движением на пересечениях улиц с мало изменяющейся в течение дня интенсивностью движения транспортных средств.
- ДК с переменной длительностью фаз, осуществляющие  переключение светофорных сигналов в зависимости от параметров транспортного потока и предназначенные для управления дорожным движением на пересечениях улиц, на которых интенсивность движения транспорта часто изменяется в течение суток.

### Системные контроллеры
Системные контроллеры переключают сигналы светофоров по командам управляющего пункта или контроллера, выполняющего роль координатора.
К ним относят следующие типы.
1. Программные контроллеры жёсткого управления. Они управляют движением по одной из нескольких заранее заданных временных программ, заложенных в контроллерах. Все входящие в систему дорожные контроллеры подключены к магистральному каналу связи. Программа и момент её включения выбираются по команде одного из контроллеров или управляющего пункта (УП).
2. Контроллеры непосредственного подчинения жёсткого и адаптивного управления. Каждый из них имеет отдельный канал связи с УП. Момент включения и длительность сигналов зависят от команд, поступающих из УП по указанным каналам связи. В свою очередь каждый контроллер по этим же каналам информирует УП о режиме функционирования и исправности своего оборудования. Контроллеры адаптивного управления имеют возможность коррекции управляющих воздействий УП. Каждый такой контроллер имеет только одну заложенную в него программу, выполняющую роль резервной. Она реализуется при нарушении связи с УП, когда контроллер временно переходит на режим локального управления.
3. Контроллеры для переключения символов управляемых дорожных знаков и указателей рекомендуемой скорости.

Помимо этой классификации, все ДК, находящиеся в эксплуатации, можно разделить на две группы: контроллеры, обеспечивающие только пофазное     управление (длительность разрешающих сигналов для всех направлений данной фазы одинаковы);

контроллеры, имеющие возможность обеспечивать, помимо пофазного, управление по отдельным направлениям перекрёстка. Последние получают наибольшее распространение, так как увеличивают гибкость, а, следовательно, и эффективность управления.

По конструктивному признаку ДК могут быть выполнены на базе электромеханических, электронно-релейных или полностью электронных схем. Последние изготавливают на дискретных элементах (потенциально-импульсные схемы) или на интегральных микросхемах.

## Современный дорожный контроллер

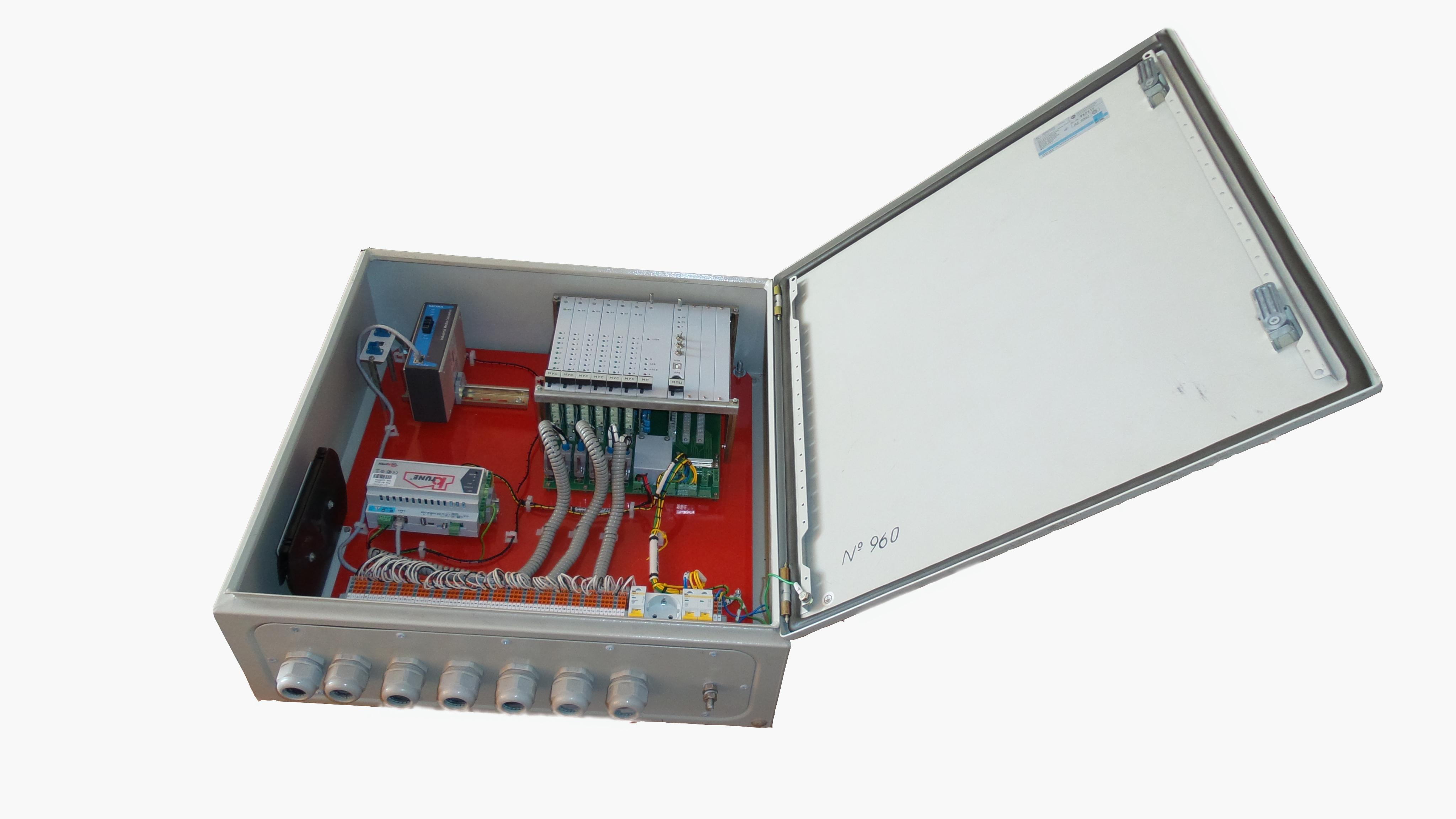
Современный дорожный контроллер

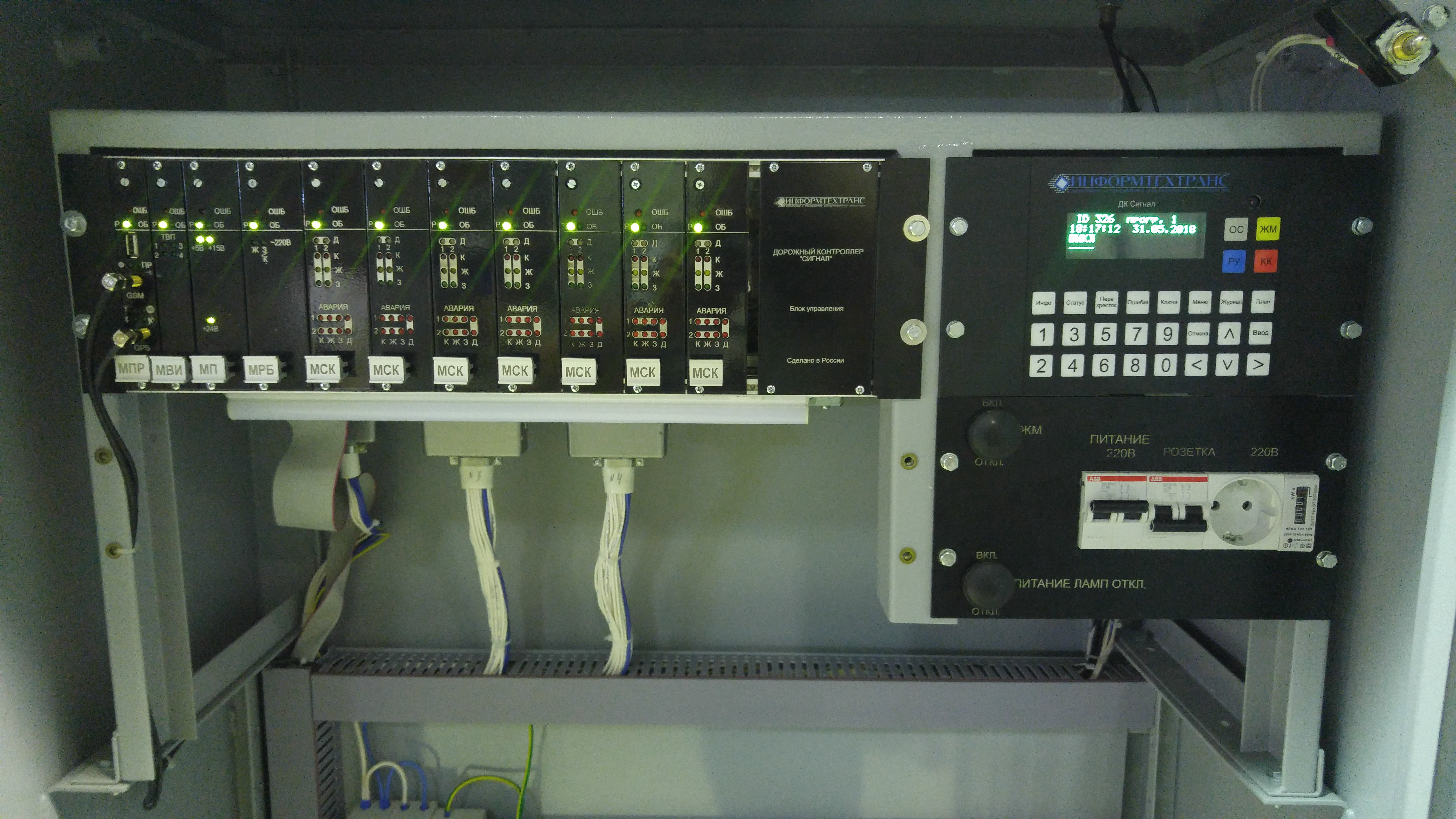
Современный дорожный контроллер

Современный дорожный контроллер построен на модульной архитектуре. Модульное устройство ДК облегчает техническое обслуживание, а также даёт возможность довольно просто наращивать функциональные возможности, создавать необходимую архитектуру, заметно экономить денежные средства.
ДК, разработанный на основе современной элементной базы, может управлять работой светофорных объектов любой степени сложности.

В ДК нового поколения, реализована возможность настраиваемого управления по отдельным направлениям перекрёстка, по дням недели и времени суток, что обеспечивает гибкость и эффективность регулирования транспортным потоком.
Современные дорожные контроллеры характеризуются такими свойствами как унификация, функциональность, надёжность, адаптируемость, модульность устройства.
Одним из представителей современного дорожного контроллера является дорожный контроллер "СПЕКТР" производства РИПАС СПБ - РИПАС СПБ